# Nakamal

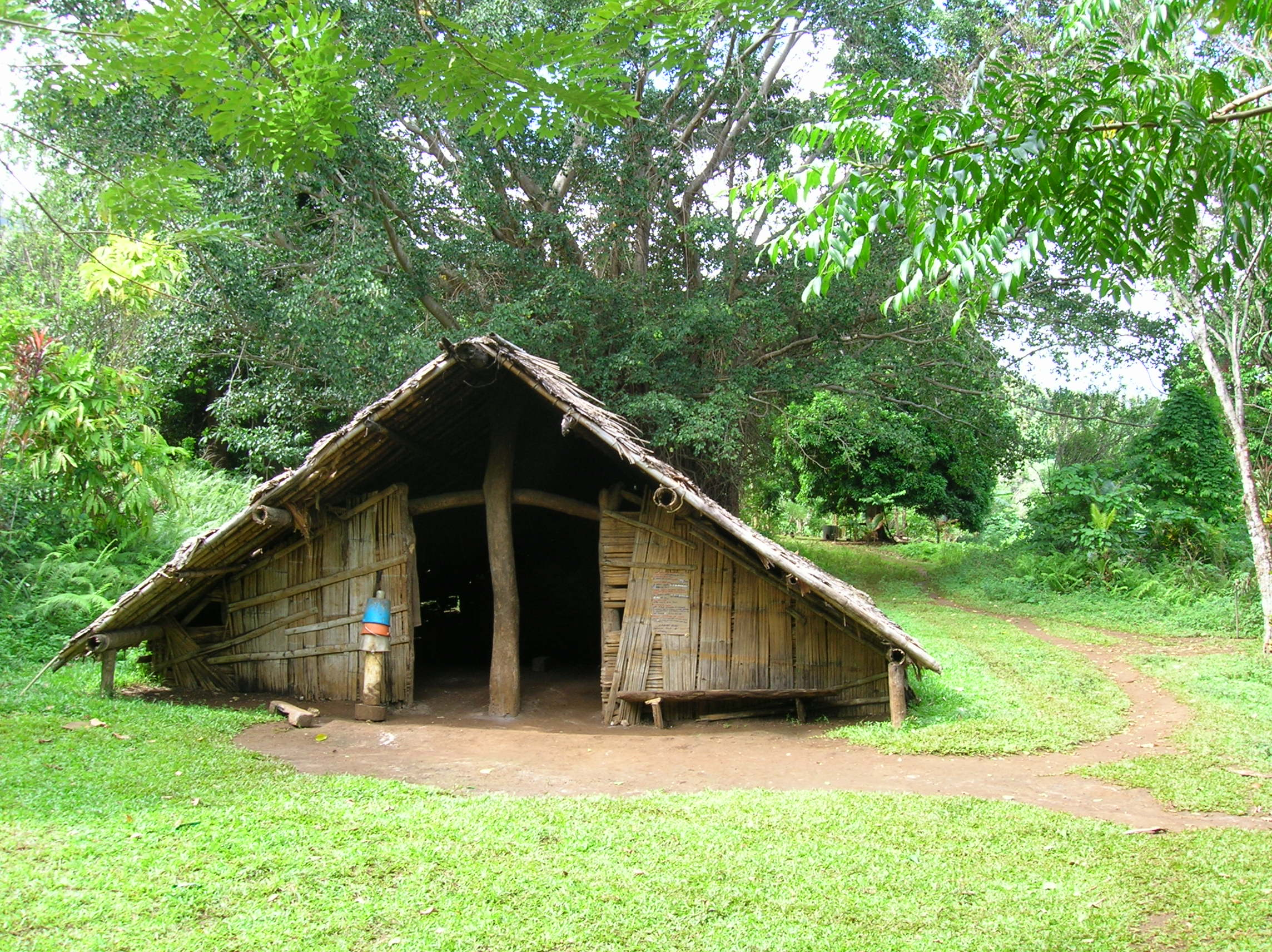
Ein kleines Nakamal auf Pentecost Island

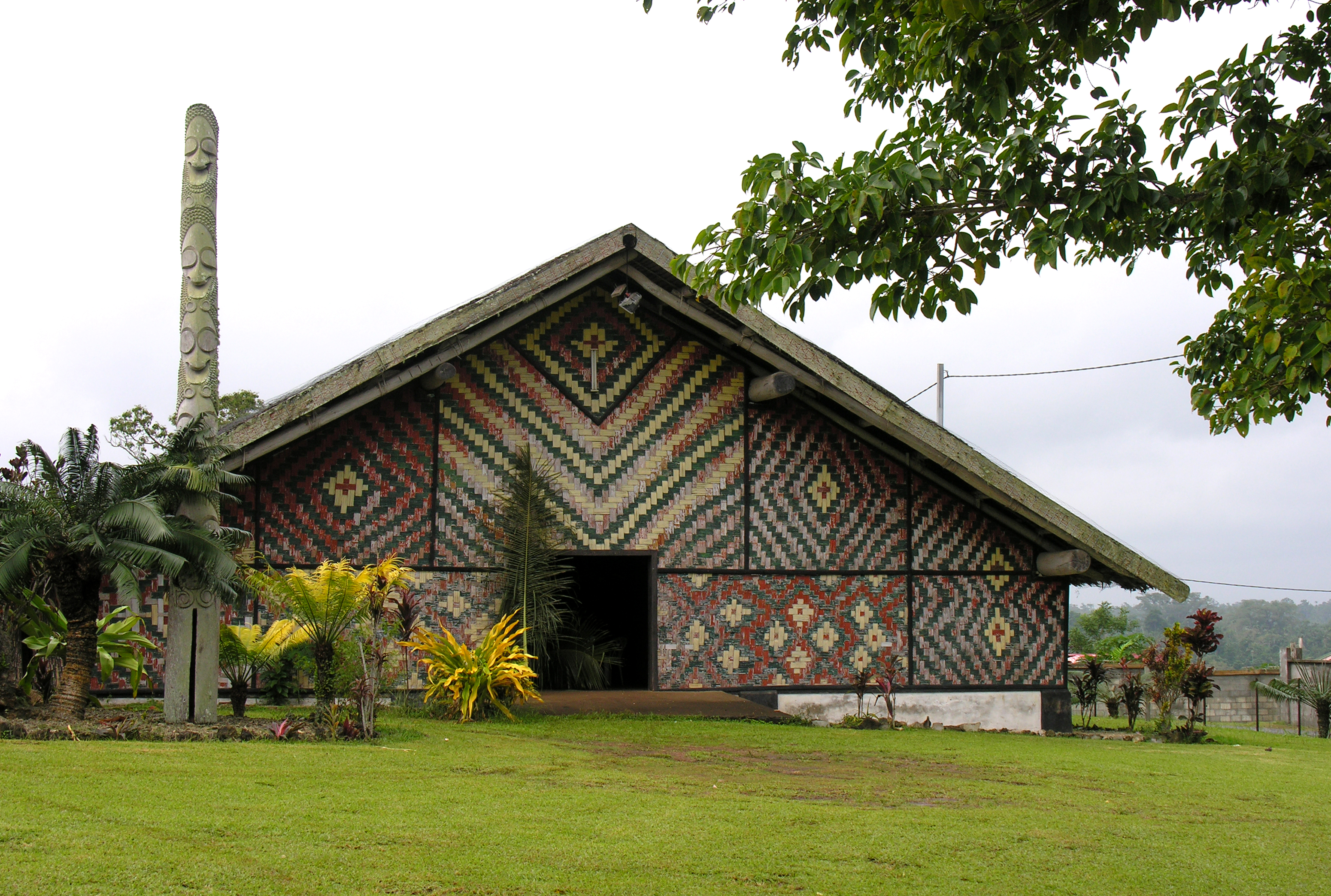
Das Versammlungshaus der Malvatu Mauri in Port Vila, Vanuatu.

Ein Nakamal ist ein traditionelles Versammlungshaus in Vanuatu. Es wird als Versammlungsstätte für die örtlichen Gemeinschaften, als Taifunshelter, für Zeremonien und für die traditionelle Zubereitung des Kava genutzt.
In jeder größeren Gemeinde in Vanuatu gibt es ein Nakamal, die Bauweise und die zugehörigen Traditionen unterscheiden sich jedoch lokal sehr stark.

## Name
Der Name ist ein Begriff der Amtssprache Bislama. Er bedeutet „Ort des Friedens“. In lokalen Sprachen finden ähnliche Begriffe Anwendung, wie zum Beispiel gamali in der Sprache Raga.

## Traditionelle Nakamal
In Nord- und Zentral-Vanuatu ist das Nakamal generell ein geräumiges Gebäude, welches aus traditionellen Materialien in Gemeinschaftsarbeit des Ortes unter der Anleitung eines Orts-Häuptlings errichtet wird. Zutritt zum Nakamal ist oft nur den Männern erlaubt und das Gebäude kann als Schlaf- und Wohnbereich für unverheiratete Männer und Jungen und für männliche Besucher des Dorfs verwendet werden. Dabei haben die meisten Nakamal keine abschließbare Tür, womit angezeigt wird, das alle Besucher, die mit freundlicher Absicht kommen, willkommen sind. Manche Nakamal haben niedrige Schranken um Tiere abzuhalten.
Vor dem Nakamal befindet sich oft eine planierte Lichtung, die nasara, auf welcher Tänze aufgeführt und große Versammlungen abgehalten werden.
Im Süden von Vanuatu ist das Nakamal oft nur ein großer eingefriedeter Platz, beispielsweise unter einem Banyanbaum.
In Der Hauptstadt Port Vila steht das Versammlungshaus des National Council of Chiefs, Malvatu Mauri, welches  in Form eines traditionellen Nakamal erbaut wurde.

## Nakamalalskavabars
Eine Hauptfunktion des nakamal ist die Nutzung für die Trinkzeremonien des Kava. Im städtischen Vanuatu und im benachbarten Neukaledonien bezeichnet der Begriff nakamal teilweise auch eine kommerzielle Kava Bar, an der das Getränk verkauft wird, wobei die traditionelle Zubereitung eine Gemeinschaftsaufgabe ist und gewöhnlich kein Geld ausgetauscht wird.
In den städtischen nakamal oder kava bar zeigt ein beleuchtetes Schild die kommerzielle Nutzung an.

## Bedrohung
Klimawandel und kultureller Wandel bedrohen die handwerklich hergestellten Nakamal. Die häufiger werdenden Stürme bedrohen die Substanz der Häuser und moderne Baumaterialien und Technik lassen traditionelle Bauweisen und Traditionen in Vergessenheit geraten. Daher empfiehlt die United Nations Educational, Scientific and Cultural Organization der UNESCO ein Schutzprogramm.